# Matthias Bauer (Germanist)
Matthias Bauer (* 13. Dezember 1962 in Dortmund) ist ein deutscher Germanist, Film- und Medienwissenschaftler und seit 2007 Professor für Neuere deutsche Literaturwissenschaft an der Europa-Universität Flensburg.

## Karriere
Bauer studierte von 1981 bis 1987 Germanistik, Publizistik und Geschichte an der Johannes Gutenberg-Universität Mainz. 1987 beendete er sein Studium mit dem Magisterexamen mit Auszeichnung. Seine Promotion, s.c.l., erfolgte 1992, wobei seine Dissertation Im Fuchsbau der Geschichten. Anatomie des Schelmenromans mit dem Forschungsförderpreis der Freunde der Universität Mainz e. V. ausgezeichnet wurde. 2002 folgte die Habilitation mit der Arbeit Schwerkraft und Leichtsinn. Kreative Zeichenhandlungen im intermediären Feld von Wissenschaft und Literatur. Seit 2007 doziert Bauer an der Universität Flensburg am Institut für Germanistik.

## Arbeits- und Forschungsgebiete
- Literatur vom Barock bis zur Gegenwart
- Romantheorie und Erzählforschung
- Kultur- und Wissenschaftsgeschichte (insbesondere Szenographische Gedächtnisbildung)
- Filmanalyse
- Semiotik
- Intermedialität und Diagrammatik

## Publikationen (Auswahl)
- Fabienne Liptay, Matthias Bauer (Hrsg.): Historien- und Kostümfilm. Philipp Reclam jun., Stuttgart 2013, ISBN 978-3-15-019064-7.
- Michelangelo Antonioni – Bild, Projektion, Wirklichkeit. edition text+kritik, München 2015, ISBN 978-3-86916-267-6.